# العلاقات الكاميرونية التوغوية
العلاقات الكاميرونية التوغولية هي العلاقات الثنائية التي تجمع بين الكاميرون وتوغو.

## مقارنة بين البلدين
هذه مقارنة عامة ومرجعية للدولتين:
| وجه المقارنة                                              | الكاميرون                      | توغو            |
| --------------------------------------------------------- | ------------------------------ | --------------- |
| المساحة (كم2)                                             | 475.44 ألف                     | 56.78 ألف       |
| عدد السكان (نسمة)                                         | 24.05 مليون                    | 7.80 مليون      |
| الكثافة السكانية (ن./كم²)                                 | 50.58                          | 137.37          |
| العاصمة                                                   | ياوندي                         | لومي            |
| اللغة الرسمية                                             | لغة فرنسية، لغة إنجليزية       | لغة فرنسية      |
| العملة                                                    | فرنك وسط أفريقي                | فرنك غرب أفريقي |
| الناتج المحلي الإجمالي (بليون دولار)                      | 34.80 مليار                    | 4.81 مليار      |
| الناتج المحلي الإجمالي (تعادل القوة الشرائية) بليون دولار | 72.72 مليار                    | 10.67 مليار     |
| الناتج المحلي الإجمالي الاسمي للفرد دولار أمريكي          | 1.22 ألف                       | 559             |
| الناتج المحلي الإجمالي للفرد دولار أمريكي                 | 2.97 ألف                       | 1.43 ألف        |
| مؤشر التنمية البشرية                                      | 0.512                          | 0.484           |
| رمز المكالمات الدولي                                      | +237                           | +228            |
| رمز الإنترنت                                              | .cm                            | .tg             |
| المنطقة الزمنية                                           | توقيت غرب أفريقيا، ت ع م+01:00 | 00              |

## منظمات دولية مشتركة
يشترك البلدان في عضوية مجموعة من المنظمات الدولية، منها:
| علم المنظمة | اسم المنظمة                                                | تاريخ انضمام الكاميرون | تاريخ انضمام توغو |
| ----------- | ---------------------------------------------------------- | ---------------------- | ----------------- |
|             | وكالة ضمان الاستثمار متعدد الأطراف                         | 7 أكتوبر 1988          | 15 أبريل 1988     |
|             | الأمم المتحدة                                              | 20 سبتمبر 1960         | 20 سبتمبر 1960    |
|             | العملية المشتركة للاتحاد الأفريقي والأمم المتحدة في دارفور | ?                      | ?                 |
|             | منظمة التعاون الإسلامي                                     | ?                      | ?                 |
|             | منظمة حظر الأسلحة الكيميائية                               | ?                      | ?                 |
|             | منظمة التجارة العالمية                                     | ?                      | ?                 |
|             | منظمة الشرطة الجنائية الدولية                              | ?                      | ?                 |
|             | الاتحاد الأفريقي                                           | ?                      | ?                 |
|             | البنك الإفريقي للتنمية                                     | ?                      | ?                 |
|             | مؤسسة التنمية الدولية                                      | 10 أبريل 1964          | 21 أغسطس 1962     |
|             | يونسكو                                                     | 11 نوفمبر 1960         | 17 نوفمبر 1960    |
|             | مجموعة دول أفريقيا والكاريبي والمحيط الهادئ                | ?                      | ?                 |
|             | الاتحاد البريدي العالمي                                    | ?                      | ?                 |
|             | البنك الدولي للإنشاء والتعمير                              | 10 يوليو 1963          | 1 أغسطس 1962      |
|             | أفريستات ‏                                                  | 21 سبتمبر 1993         | 21 سبتمبر 1993    |
|             | الاتحاد الدولي للاتصالات                                   | 22 ديسمبر 1960         | 14 سبتمبر 1961    |
|             | مؤسسة التمويل الدولية                                      | 1 أكتوبر 1974          | 4 سبتمبر 1962     |
|             | المركز الدولي لتسوية المنازعات الاستشارية                  | 2 فبراير 1967          | 10 سبتمبر 1967    |
|             | أحدى                                                       | ?                      | ?                 |

## وصلات خارجية
- موقع وزارة الخارجية الكاميرونية